# Трюфель зимний
Трю́фель зи́мний (лат. Tuber brumale) — гриб рода Трюфель (Tuber) семейства Трюфелевые (Tuberaceae).

## Описание
Плодовые тела от неправильно шаровидных до почти круглых, (1)8—15(20) см в диаметре. Перидий покрыт многоугольными или щитовидными, в середине часто углублёнными бородавками, размером 2—3 мм. Снаружи он вначале красновато-фиолетовый, потом совсем чёрный. Мякоть вначале белая, потом серая или серо-фиолетовая с многочисленными белыми и желтовато-бурыми мраморными прожилками. Масса взрослого гриба может превышать килограмм или даже полтора.
Аски шаровидные или эллипсоидальные, 60—70 мкм длины, 40—65 мкм ширины, с (1)4—6 спорами. Споры эллипсоидальные или овальные, различной величины. Оболочка бурая, густо обсаженная прямыми или несколько изогнутыми шипами 2—4 мкм длины.
Созревает с ноября до февраля—марта.

## Распространение
Широко распространён во Франции, Италии и Швейцарии, а также на Украине.

## Пищевые качества
Съедобный гриб. Запах сильный и приятный, напоминает мускус, но менее выражен, чем у чёрного трюфеля (Tuber melanosporum), и потому он менее ценится.